# Wolfgang Curilla

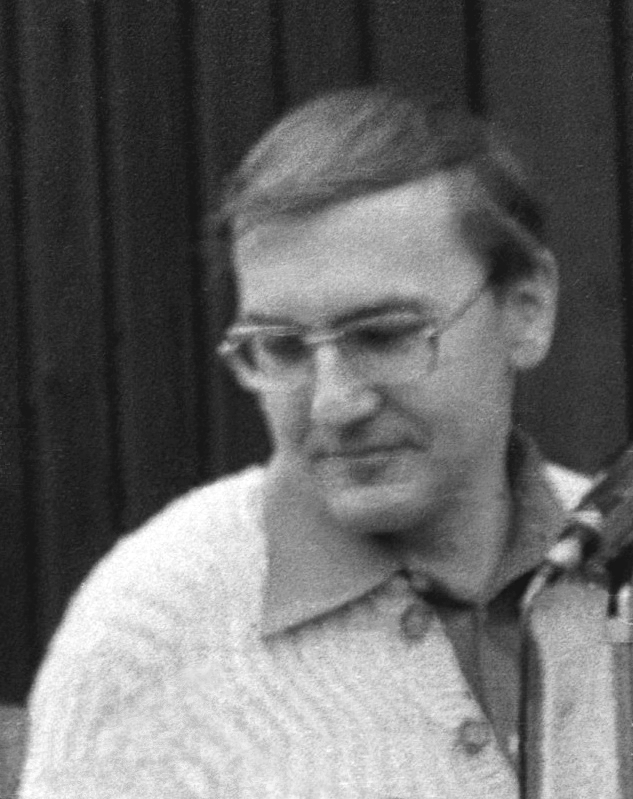
Wolfgang Curilla

Wolfgang Curilla (* 14. August 1942 in Hamburg) ist ein deutscher Jurist und Politiker (SPD).

## Leben
Curilla machte 1962 in Hamburg das Abitur und studierte danach von 1962 bis 1967 Rechtswissenschaften. Es folgte von 1968 bis 1972 ein Gerichtsreferendariat. 1972 legte er das Zweite Staatsexamen ab und erhielt die Zulassung als Rechtsanwalt.
Er war Mitglied der Hamburgischen Bürgerschaft von 1970 bis 1997, nach der Bürgerschaftswahl im September 1997 schied er aus.
1978 wurde er erstmals in den Hamburger Senat gewählt (Senat Klose II) und gehörte sechs Senaten in Folge bis 1993 an (Senat von Dohnanyi I bis IV, Senat Voscherau I und II). Senator Curilla war zunächst Präses der „Behörde für Bezirksangelegenheiten, Naturschutz und Umweltgestaltung“ und baute die Umweltbehörde auf (Präses der ab 1985 eigenen Umweltbehörde), wechselte 1986 ins Justizressort und schließlich 1991 bis 1993 (Senat Voscherau II) ins Finanzressort. Während seiner Senatorentätigkeit ruhte das Amt als Bürgerschaftsabgeordneter.
Curilla war an der Gründung der „Stiftung Naturschutz Hamburg“ maßgeblich beteiligt und ist Stiftungsratsvorsitzender der nachfolgenden Loki Schmidt Stiftung. Während seiner Zeit als Umweltsenator konstituierte sich 1982 erstmals der Naturschutzrat, ein ehrenamtliches Gremium von Sachverständigen.
Curilla hat 2006 und 2011 zwei umfangreiche, auf Quellen beruhende historische Studien zur Wirkung der deutschen Ordnungspolizei in besetzten Gebieten Osteuropas während des Zweiten Weltkriegs und im Holocaust veröffentlicht.
Im Jahr 2019 veröffentlichte er eine weitere Studie zur Ordnungspolizei in allen besetzten bzw. annektierten Ländern des westlichen Europas (z. B. Luxemburg und Elsass).

## Ehrungen
- Alfred-Toepfer-Medaille 2006[2][3]

## Werke
- Die deutsche Ordnungspolizei und der Holocaust im Baltikum und in Weißrussland. 1941–1944 (= Teil von: Anne-Frank-Shoah-Bibliothek). 2., durchgesehene Auflage. Schöningh, Paderborn [u. a.] 2006, ISBN 3-506-71787-1, urn:nbn:de:bvb:12-bsb00052088-4 (1041 S.).
- Der Judenmord in Polen und die deutsche Ordnungspolizei 1939–1945 (= Teil von: Anne-Frank-Shoah-Bibliothek).  Schöningh, Paderborn 2011, ISBN 978-3-506-77043-1, urn:nbn:de:101:1-201112202298 (1035 S.).
- Die deutsche Ordnungspolizei im westlichen Europa 1940–1945. Schöningh, Paderborn 2019, ISBN 978-3-506-70169-5, doi:10.30965/9783657701698 (888 S.).
- Deutsche Ordnungspolizei in Griechenland. In: Zeitschrift für Geschichtswissenschaft. 71. Jg. (2023), Heft 6, S. 540–561.